# Rodland
Rodland (妖精物語 ロッド・ランド?, Yousei Monogatari Rod Land), noto anche come Rod-Land o Rod Land, è un videogioco a piattaforme creato da Jaleco nel 1990, originariamente come arcade e poi convertito per molti diffusi sistemi dell'epoca: computer Amiga, Amstrad CPC, Atari ST, Commodore 64 e ZX Spectrum 128k, console Game Boy e NES. Le versioni per home computer erano edite da Storm, un marchio della The Sales Curve. Le protagoniste sono fate armate di bacchetta magica, con la quale catturano i nemici e li eliminano sbattendoli da una parte all'altra, e capaci di far apparire delle scale. I giudizi della critica su Rodland furono prevalentemente molto buoni in tutte le versioni.

## Trama
Le sorelle Tam e Rit vivono in un villaggio fiabesco. All'improvviso la mamma delle due fatine viene rapita da un mostro, mostrato nell'introduzione di molte versioni come un'aquila gigante, e rinchiusa in cima alla torre Maboots. Per fortuna Tam e Rit hanno ricevuto in dono le Verghe di Shesanomo dall'anziano del villaggio e le scarpe arcobaleno dal loro papà. Armate di questi doni si sentono capaci di affrontare la torre usando le verghe contro i nemici (Rod Land è traducibile "terra delle bacchette") e le scale create dalle scarpe arcobaleno per arrampicarsi sulla torre.

## Modalità di gioco
Rodland si svolge in una serie di livelli bidimensionali a schermata fissa, costituiti da piattaforme e scale a pioli, che devono essere ripuliti dai nemici per poter passare al successivo. Possono partecipare uno o due giocatori in cooperazione simultanea, controllando Rit e Tam, distinguibili principalmente per i loro capelli lunghi e rosa o corti e blu.
Le fatine possono camminare, usare le scale e cadere da ogni altezza senza danno. Sono armate di bacchette magiche che emettono un corto raggio che cattura i nemici in un campo di forza, solo uno alla volta, immobilizzandolo. Il nemico catturato può essere sbattuto violentemente a destra e sinistra contro il pavimento per tre volte per eliminarlo. Ulteriori nemici possono essere eliminati sbattendolo contro di loro.
Le fate possono inoltre creare magicamente una scala, verso l'alto o verso il basso, in qualunque punto delle piattaforme. La scala magica ha lo stesso colore dei capelli della sua creatrice, ma può essere usata da chiunque. Ogni giocatore può creare solo una scala per volta e la creazione di una nuova scala rimuove quella precedente.
Ci sono vari tipi di nemici, che hanno l'aspetto di animali o altre creature surreali, sempre con stile da cartone animato "coccolone". Tutti tolgono una vita alle fate se le raggiungono, inoltre possono avere abilità specifiche: ci sono ad esempio "patate" capaci di sdoppiarsi, squali con braccia e gambe che sputano palline, mostri vermiformi che emettono una lunga lingua, stelle marine che lanciano boomerang, vespe che possono volare. Quando si perde troppo tempo nello stesso livello, i nemici rimanenti si convertono in nuvolette azzurre molto veloci. Di solito i nemici sconfitti rilasciano oggetti bonus: frutta che dà punteggio o armi che vengono sparate appena raccolte, tra cui missili, bombe e sfere rimbalzanti.
Certi livelli consistono in scontri con un boss, che non si cattura, ma si ferisce colpendolo direttamente con il raggio della bacchetta. I boss sono tutti differenti tra loro, con aspetto animalesco e demenziale.
In ogni livello, tranne quelli dei boss, sono sparsi dei fiori colorati da raccogliere, con un valore in punteggio. Se i giocatori raccolgono tutti i fiori si entra in una modalità dove tutti i nemici del livello si trasformano temporaneamente in mostri a forma di cipolla, rossi e veloci. Ogni mostro ucciso rilascia una lettera cangiante che può essere raccolta per formare la parola "EXTRA" e guadagnare così una vita. 
Procedendo nei livelli compaiono altre particolarità, come palloncini sui quali si può salire per volare fino a punti inaccessibili, porte che trasferiscono istantaneamente da un punto all'altro del livello, palle chiodate da evitare.

### Differenze tra versioni
Soltanto nella versione arcade, dopo aver completato il gioco diventa disponibile una seconda serie completa di livelli; tramite DIP switch o trucchi può anche essere giocata direttamente la seconda parte. In questa serie alternativa si deve salvare il padre delle fate, scomparso in una misteriosa piramide. I nemici sono differenti, di natura robotica.
Nella versione Game Boy i livelli sono più grandi dello schermo e mostrati con scorrimento. Il multigiocatore è a turni alterni.
La versione ZX Spectrum è monocromatica, come anche necessariamente quella per Game Boy.
Nella versione NES le protagoniste hanno anche la capacità di saltare, che come opzione si può disabilitare. Un'altra opzione è il multigiocatore competitivo che permette alle fate di attaccarsi a vicenda.
Nella versione Amstrad CPC non sono presenti i boss e la sequenza introduttiva. Probabilmente è la conversione meno riuscita, per via della sua lentezza.

## Serie
Nel 1992 la Jaleco pubblicò l'arcade Soldam, poi convertito per Game Boy, una sorta di spin-off che riutilizza i personaggi di Rodland, ma è un videogioco rompicapo con funzionamento completamente diverso.
Un'emulazione della versione NES di Rodland uscì nel 2003 come parte della raccolta per PlayStation Jaleco Collection Vol. 1.
Un rifacimento per cellulari Symbian e Windows Mobile uscì nel 2006, edito da Telcogames.
Nel 2011 la DotEmu pubblicò Rod Land: A Fairy Tale per iOS, basato sulla grafica dell'originale, ma con varie modalità e obiettivi da sbloccare.
Un'emulazione della versione arcade uscì nel 2021 per PlayStation 4 e Nintendo Switch nella serie Arcade Archives.